# Phradis minutus
Phradis minutus är en stekelart som först beskrevs av Bridgman 1889.  Phradis minutus ingår i släktet Phradis och familjen brokparasitsteklar. Arten är reproducerande i Sverige. Inga underarter finns listade i Catalogue of Life.